# Jaromír Volný
Jaromír Volný (* 23. září 1946 Znojmo) je český politik a technik, bývalý senátor za obvod č. 18 – Příbram a člen ODS.

## Vzdělání, profese a rodina
V roce 1970 absolvoval Fakultu jadernou a fyzikálně inženýrskou ČVUT. Poté nastoupil do Československého uranového průmyslu v Ostrově nad Ohří. V letech 1976-1984 působil ve stejném podniku ovšem v Příbrami. Roku 1984 byl zatčen za pobuřování proti socialistickému zřízení a do roku 1986 nesměl pobývat na území Příbrami, po tuto dobu pracoval v Praze v obchodním výpočetním středisku. V letech 1986-1994 se živil jako programátor firmy ZAT, a.s. Mezi lety 1994-2002 zastával funkci přednosty Okresního úřadu Příbram. Je ženatý.

## Politická kariéra
Ve volbách 2002 se stal členem horní komory českého parlamentu, když v prvním kole zvítězil nad sociálním demokratem Zdeňkem Vojířem v poměru 35,46 % ku 24,65 % hlasů. Ve druhém kole převahu potvrdil ziskem 55,67 % hlasů. V senátu zasedal v Mandátovém a imunitním výboru, zastával místopředsednické pozice v Ústavně-právní výboru a ve Stálé komisi Senátu pro Ústavu České republiky a parlamentní procedury. Ve volbách 2008 svůj mandát obhajoval, avšak již v prvním kole prohrával se sociálním demokratem Josefem Řihákem v poměru 35,07 % ku 22,57 % hlasů. Ve druhém kole o svůj post přišel díky Řihákovu zisku 62,57 % všech platných hlasů.